# Crise migratoire du Tarapacá
La crise migratoire du Tarapacá commence en 2021 lorsque la région de Tarapacá, au Nord du Chili, subit plusieurs vagues d'immigrations de grande ampleur, les migrants provenant principalement du Venezuela qui vit une grave crise économique. La commune de Colchane, à proximité de la frontière entre la Bolivie et le Chili, est le point d'entrée le plus souvent emprunté par quelque 18 000 réfugiées vénézuéliens et environ 3 000 immigrés boliviens (décompte en septembre 2021).

## Description
La frontière traversées par la majorité des migrants dans la région de Tarapacá est aride et froide, car située à 3 600 mètres d'altitude. Cette voie est empruntée par beaucoup de réfugiés parce que les trajets plus directs, plus confortables et plus faciles à travers la frontière du Chili et du Pérou sont plus surveillés. Les immigrés sont régulièrement aidés par des trafiquants de personnes. En février 2021, le prix exigé pour faire traverser une famille au Chili se situe entre 200 et 500 dollars américains. Des migrants sont accusés par l'alcade de Colchane et des résidents de la commune d'être entrés de force dans des maisons inoccupées, d'avoir volé des biens et d'avoir envahi les espaces publics,. Selon certains experts, 1 600 migrants seraient rapidement passés par la commune en février 2021. De ce groupe, environ 400 Vénézuéliens auraient été envoyés à Iquique pour y être mis en quarantaine pendant la pandémie de Covid-19.
La police chilienne intervient le 24 septembre pour forcer les migrants à quitter la Plaza Brasil d'Iquique. En lien avec cette intervention, le représentant de la région de Tarapacá indique que la Plaza Brasil est devenu un lieu recherché par des criminels qui volent, vendent de la drogue et font le commerce de la prostitution.
Le 25 septembre 2021, des résidents d'Iquique organisent une manifestation contre les migrants. Pendant la manifestation, des personnes mettent le feu à des biens leur appartenant. Le parquet chilien ordonne l'ouverture d'une enquête pour identifier et poursuivre les personnes responsables. Quelques jours après la manifestation, l'ambassadeur du Venezuela au Chili se rend à Iquique pour offrir un billet de retour gratuit vers le Venezuela dans le cadre d'un plan de rapatriement des immigrés. La plupart des réfugiés vénézuéliens rejettent l'offre.
Selon le service d'immigration des jésuites chiliens, le nombre de migrants à avoir franchi la frontière de façon clandestine en juillet 2021 est d'environ 23 700 personnes, soit 7 000 de plus qu'en 2020 pendant le même mois. En septembre 2021, selon certains témoignages, les militaires chiliens surveillant la frontière sont, le plus souvent, incapables de contrôler l'afflux de réfugiés. En 2021, le nombre de migrants ayant traversé au Chili est d'environ 500 000.
Le gouverneur de la région de Tarapacá accuse le président Sebastián Piñera d'avoir ignoré ses obligations légales lui imposant de gérer la crise migratoire. Le gouvernement du Chili rejette ces accusations en indiquant que le nombre de migrants entrés au Chili de janvier à septembre 2021 est d'environ 25 000, soit 10 % du nombre enregistré en 2017, l'année avant l'entrée en fonction de Piñera.